# Vals de Velai
Vals-près-le-Puy és un municipi francès del departament de l'Alt Loira, a la regió d'Alvèrnia-Roine-Alps.